# Мостовое (озеро)
Мостовое — пресноводное озеро в Завьяловском районе Алтайского края.

## Географическое положение
Располагается на границе Завьяловского и Баевского районов Алтайского края. На берегу расположено село Харитоново.

## Географическое характеристики
Длина озера составляет 14 км, ширина — 9 км, площадь — 37,3 км², максимальная глубина — 4 м. Высота над уровнем моря — 140,6 м. Ранее озеро было солёным, однако в 1980-х годах в связи со строительством канала, соединяющего его с системой озёр Грачёво и Чернаково, оно было опреснено.

## Флора и фауна
В водоёме обитает множество видов рыб, в том числе карась, лещ, окунь, сазан, сорожка, судак, щука и другие. В связи с этим, на озере проводится активное рыболовство. Также в озере обитают раки, в начале 2000-х осуществлялся их промышленный лов.

## Данные водного реестра
По данным государственного водного реестра России озеро относится к Верхнеобскому бассейновому округу, водохозяйственный участок — бассейн озера Кулундинского. Речной бассейн — бессточная область междуречья Оби и Иртыша (2).
Код объекта в государственном водном реестре — 13020000211115200007495.